# سید حسین قاضی‌زاده هاشمی
سید حسین قاضی‌زاده هاشمی (زادهٔ ۱۳۳۱ در فریمان) نمایندهٔ حوزهٔ انتخابیهٔ فریمان، سرخس، احمدآباد و رضویه در دورهٔ دوم و سوم مجلس شورای اسلامی بوده است.